# Duitse Rijksdagverkiezingen 1903
De Rijksdagverkiezingen van 1903 vonden op 16 juni van dat jaar plaats. Het beperkte aantal kiesgerechtigden koos een nieuwe, 397 leden tellende, Rijksdag.
De opkomst was met 76% hoger dan bij de rijksdagverkiezingen van 1898.
De Sociaaldemocratische Partij van Duitsland (SPD, Sozialdemokratische Partei Deutschlands) was de grote winnaar. De partij ging van 56 naar 81 zetels. Winst was er niet voor de links-liberale Vrijzinnige Volkspartij (Freisinnige Volkspartei) die ten opzichte van 1898 acht zetels verloor. De conservatieve en regeringsgezinde partijen bleven stabiel, evenals de rooms-katholieke Centrumpartij (Zentrumspartei).
Met uitzondering van de Poolse Lijst (Polnische Liste) verloren de regionale partijen zetels. De Deense Lijst (Dänische Liste) wist haar zetel te behouden.
De (centrum-)linkse partijen (SPD, FVP) die o.a. naar afschaffing van het drieklassenkiesrecht in Pruisen streefden, konden hun hervormingen niet verwezenlijken, omdat de regeringsgezinde partijen de Rijksdag bleven domineren.

## Uitslag
| Partij                                                                              | zetels   |
| ----------------------------------------------------------------------------------- | -------- |
| Centrumpartij (Zentrumspartei)                                                      | 100 (-2) |
| Sociaaldemocratische Partij van Duitsland (Sozialdemokratische Partei Deutschlands) | 81 (+25) |
| Duitse Conservatieve Partij (Deutschkonservative Partei)                            | 54 (-2)  |
| Nationaal-Liberale Partij (Nationalliberale Partei)                                 | 51 (+5)  |
| Vrijzinnige Volkspartij (Freisinnige Volkspartei)                                   | 21 (-8)  |
| Duitse Rijkspartij (Deutsche Reichspartei)                                          | 21 (-3)  |
| Poolse Lijst (Polnische Liste)                                                      | 16 (+2)  |
| Antisemieten (Antisemiten)                                                          | 11 (-3)  |
| Vrijzinnige Vereniging (Freisinnige Vereinigung)                                    | 9 (-3)   |
| Lijst Elzas-Lotharingen (Liste Elsaß-Lothringen)                                    | 9 (-1)   |
| Duits-Hannoveraans Partij (Deutsch-Hannoversche Partei)                             | 6 (-3)   |
| Landbouwersbond (Bund der Landwirte)                                                | 6 (-2)   |
| Beierse Boerenpartij (Bayerischer Bauernbund)                                       | 4 (-1)   |
| Deense Lijst (Dänische Liste)                                                       | 1 (-)    |
| Overigen                                                                            | 3 (-4)   |
| www.dhm.de                                                                          |          |
| Totaal                                                                              | 397      |

## Voetnoten
1. ↑  1 onafhankelijke liberaal, 1 onafhankelijke kandidaat uit Elzas-Lotharingen, 1 lid van de Nationaal-Sociale Vereniging